# Pohořelice, Brno-venkov
Pohořelice là một thị trấn thuộc huyện Brno-venkov, vùng Jihomoravský, Cộng hòa Séc.